# Rorippa prolifera
Rorippa prolifera är en korsblommig växtart som först beskrevs av János Johann A. Heuffel, och fick sitt nu gällande namn av August Neilreich. Rorippa prolifera ingår i släktet fränen, och familjen korsblommiga växter. Inga underarter finns listade i Catalogue of Life.